# Aitor Ortiz
Aitor Ortiz (Bilbao, Vizcaya, 1971) es un fotógrafo español, Gran Premio de Honor de la Bienal de Arte de Alejandría en 2001 y Premio ABC de Fotografía en 2002, que investiga con las cualidades y limitaciones del medio fotográfico trascendiendo el propio documento. Trabaja con el espacio, la arquitectura y el objeto como elementos de partida para plantear una serie de incógnitas visuales y cognitivas.

## Trayectoria
En 1989 finalizó sus estudios de técnico especialista en Imagen y Sonido en Erandio (Bizkaia).
Durante los años noventa trabaja de ayudante en varios estudios de fotografía de Bilbao y perfecciona sus conocimientos de manera autodidacta.
En 1994 publica su primer libro “La ría del Nervión” y ha participado en múltiples proyectos entre los que cabe destacar la documentación fotográfica del proceso de construcción del Museo Guggenheim Bilbao (1995-1998), el trabajo fotográfico realizado en colaboración con el artista suizo Not Vital sobre su obra (2012-2016), la colaboración con el arquitecto francés Philippe Prost en el proyecto editorial Mémorial International Notre-Dame-de-Lorette (2015) o el libro de artista sobre la obra del arquitecto Antoni Gaudí (2019).
En 2017 fue beneficiario de una beca Leonardo otorgada por la Fundación BBVA para la realización de LINK, proyecto que aborda el cierre de la fábrica de cadenas VICINAY después de sesenta años de actividad y la reubicación forzada de la fábrica provocada por la regeneración urbana del área industrial de Zorrotzaurre, en la ciudad de Bilbao.
Desde el 2000 sus trabajos se han presentado regularmente en exposiciones individuales y colectivas en más de treinta países y en las Ferias Internacionales ARCO, Art Basel, Paris Photo, Art Brussels, etc.

## Exposiciones
- 2019 - Gaudí. Impresiones Íntimas. Sala Kutxa (Tabakalera), San Sebastián, España.[9][10]

- 2018 - Museo Universidad de Navarra, Pamplona, España.[11]

- 2015 - Le Centquatre, París, Francia.[12]

- 2014 - Museo de Arte Contemporáneo Gas Natural Fenosa, La Coruña, España.

- 2013 - Verweilen.[13] Sala Canal de Isabel II, Madrid, España.

- 2011- Fotografiska. The Swedish Museum of Photography, Estocolmo, Suecia.[14]

Laboratorios, Museo Guggenheim Bilbao, España.
- 2009 - GAP. Espacio Latente, Museo Patio Herreriano, Valladolid, España.

GAP. Espacio Latente, Sala Koldo Mitxelena, San Sebastián, España.
- 2006 - Muros de luz, Museo ARTIUM, Vitoria, España.

- 2002 - Modular,[15] Sala Rekalde, Bilbao, España.

## Premios y reconocimientos
- 2006 Premio de Artes Plásticas Ciudad de Palma[16]

- 2003 Finalista del Europäischer Architekturfotografie-Preis[17]

- 2002 Premio ABC de fotografía[18]

- 2001 Gran premio de honor de la Bienal de arte de Alejandría Egipto[19]

- 2000 Mención de honor en Fotografía, Generación 2000 Caja Madrid[20]

- 1999 1.er Premio Villa de Madrid de fotografía[21]

- 1996 1.er Premio II Concurso Internacional Ciudad de Oviedo[22]